# Матрёшка-Р
Эксперимент «Матрёшка» (или «Призрак») эксперимент на Международной космической станции (МКС) в котором используется манекен, для изучения типов, скоростей и доз космического излучения, связанных со здоровьем космонавтов в длительных космических полётах.
Эксперимент, состоящий из двух частей, назван в честь русской куклы Матрёшки, которая состоит из различных кукол, расположенных одна в другой. В этом эксперименте установка измеряет дозы облучения отдельных компонентов ионизирующего космического излучения на поверхности кожи и в разных местах внутри физического человеческого туловища, чтобы установить связь между дозами на коже и дозами в органах.

## Подробности эксперимента
Установка «Матрёшка» состоит из манекена в виде человеческого торса, базовой конструкции и контейнера. Контейнер представляет собой конструкцию из углеродного волокна и имеет область замкнутого пространства, который содержит сухую кислородную атмосферу и защищает манекен от космического вакуума, космического мусора, солнечного ультрафиолетового излучения и выделения газа. Этот контейнер также действует как скафандр, который носят космонавты во время космической прогулки. Температура, давление и экспериментальные данные собираются во время полёта и передаются в бортовую компьютерную систему МКС, затем на земные станции для передачи экспериментаторам. В манекене используются части органов разных видов, подверженные влиянию радиации; различные инструментальные «элементы» состояли из натуральных костей, встроенных в пластик, имитирующих ткани и лёгкие. Длина манекена 175 см и вес 70 кг.
Главным исследователем со стороны ЕКА является профессор Гюнтер Рейц, из Немецкого аэрокосмического центра (DLR), Кельн, Германия.

## Эксперименты

### 1 этап эксперимента
«Матрёшка-1» (МТР-1) была отправлена на МКС на борту грузового корабля «Прогресс М1-11», запущенного на ракете-носителе «Союз-У» с космодрома Байконур 24 января 2004 года, и была размещена на внешней стороне российского модуля «Звезда» во время выхода в открытый космос во время 8-й экспедиции Александра Калери и Майкла Фоула 15 марта 2004 года. Её вернули внутрь во время 11-й экспедиции 18 августа 2005 года, после чего часть элементов была возвращена на Землю 11 октября 2005 года. Основные компоненты этой установки остались на МКС. Большая часть установки европейского производства. На установке было 1000 детекторов.

### 2 этап эксперимента
Установка «Матрёшка-2» (МТР-2) получила часть своих элементов (эксперимент 2А — пассивные детекторы) на корабле «Прогресс М-55», запущенном 21 декабря 2005 года. Эти элементы применялись для условий внутри МКС, пока активные детекторы не были получены позже (эксперимент 2B) с использованием сменных частей датчика. Манекен вернулся на землю в 2009 году. Большая часть установки российского производства. На установке было 500 детекторов.

### 3 этап эксперимента
Проходил в 2010—2011 годах до последнего полёта «Спейс Шаттл». В этом этапе вместо торса использовался шар. Конструкция размещалась в отсеках МКС. Шар изготовлен в России. На установке было 500 детекторов. Длина шара 34 см, вес 30 кг.

### 4 этап эксперимента
Эксперимент проходил в 2014 году.

## Оборудование
Активные элементы:
- дозиметрический телескоп (два пассивных имплантированных планарных кремниевых детектора);
- тканевый эквивалентный пропорциональный счетчик (ионизационная камера);
- кремниевый сцинтилляционный дозиметр.

Пассивные элементы:
- термолюминесцентный дозиметр;
- пластиковый детектор ядерных треков.

## Участники
Разработкой эксперимента занимался Институт медико-биологических проблем.